# Désert Siloli
Le désert Siloli est un désert situé dans le sud-ouest du département de Potosí en Bolivie. Ce désert présente de nombreuses formations géomorphologiques. Ce désert est une des portes d'entrée de la réserve nationale de faune andine Eduardo Avaroa et se trouve près de la laguna Colorada et du salar d'Uyuni. De ce fait, il fait souvent partie des routes touristiques.
Siloli fait partie du désert d'Atacama, le désert le plus sec au monde.

## Photographies

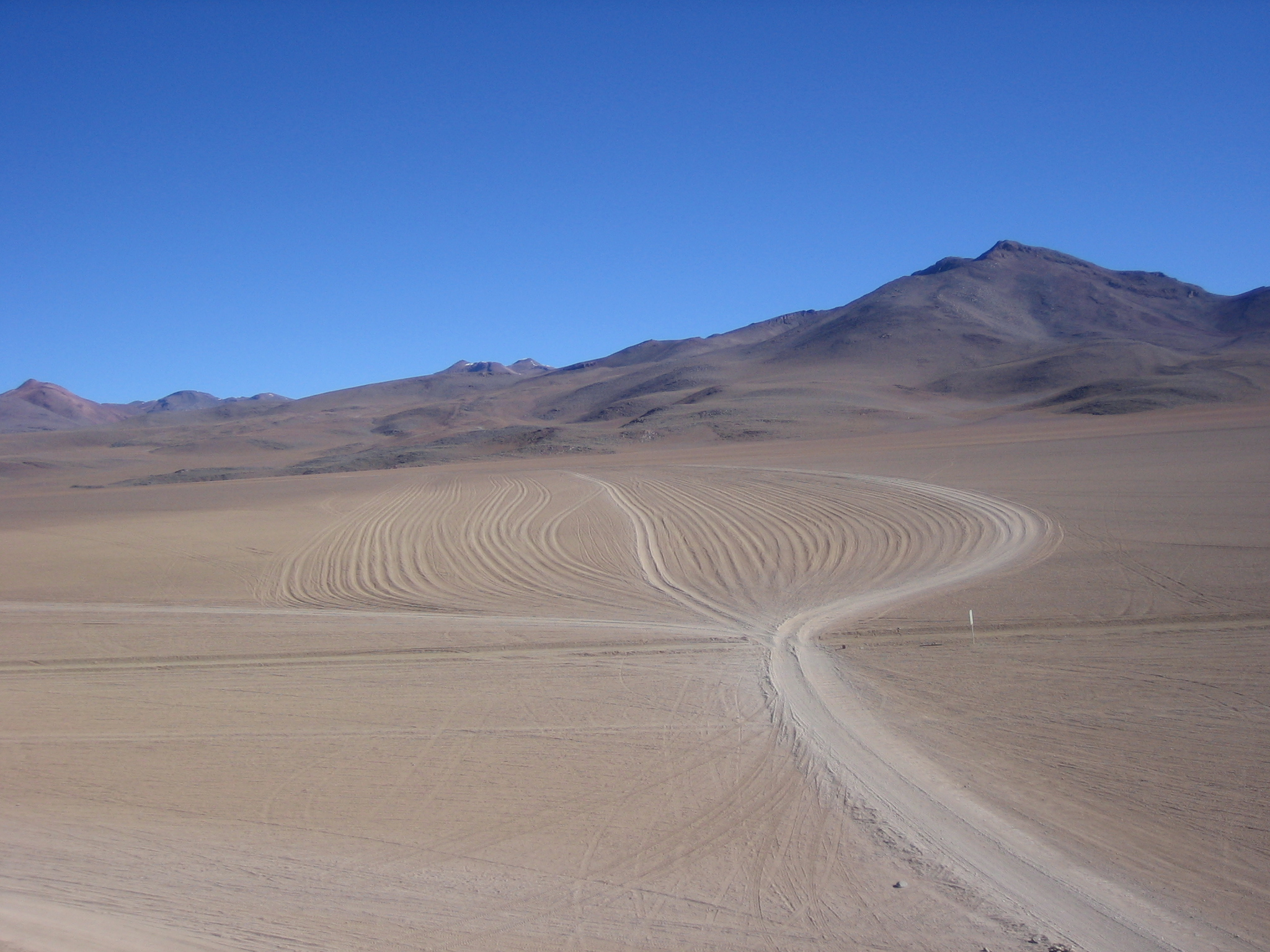
Traces de véhicules dans le désert Siloli en août 2006.